# Agnadello
Agnadello ist eine Gemeinde in der italienischen Provinz Cremona mit 3894 Einwohnern (Stand 31. Dezember 2023), den „Agnadellesi“.
In der Nähe Agnadellos fand die Schlacht von Agnadello statt, in der die Liga von Cambrai mit Papst Julius II. und König Ludwig XII. von Frankreich die Venezianer entscheidend schlugen.

## Ortsteile
Im Gemeindegebiet liegt neben dem Hauptort der Wohnplatz Sant’Antonio.

## Verkehr
Durch die Gemeinde führt die frühere Staatsstraße 472 (seit 2001 Provinzialstraße) von Treviglio nach Lodi.